# Saskia Raë
Saskia Raë (Leuven, 28 juli 1987) is een Vlaamse actrice.
Sinds 1997 speelde Saskia de rol van Leen Van den Bossche in de soap Familie. In de zomer van 2005 stopten haar draaidagen op de set van Familie, omdat Familie na de zomer van 2006 een tijdsprong van 3 jaar maakte waardoor haar personage door een andere actrice vertolkt werd.